# Октябрьский (Пермский район)
Октя́брьский  — посёлок в Пермском районе Пермского края. Входит в состав Пальниковского сельского поселения.

## География
Посёлок расположен на реке Елымовка (приток реки Бабка), примерно в 28 км к юго-западу от административного центра поселения, села Нижний Пальник.

## История
В 1957 году указом Президиума Верховного Совета РСФСР посёлку имени Ворошилова присвоено наименование Октябрьский.

## Население
| 2010 |
| ---- |
| 185  |

## Улицы
- ул. Железнодорожная,
- ул. Октябрьская,
- ул. Студенческая,
- ул. Центральная,
- ул. Школьная.

## Топографические карты
- Лист карты O-40-89 Кукуштан. Масштаб: 1 : 100 000. Состояние местности на 1988 год. Издание 1990 г.